# Gametoon
A Gametoon Magyarország elsőként indult teljes műsoridőben kizárólag esport és videójáték-rajongóknak szóló programokat sugárzó televíziócsatornája.

## Története
Az SPI International és a UPC a 2019. február 1-től 2022. december 31-ig tartó időszakra írta alá az újabb megállapodást, amelynek keretében 3 új csatornával bővül a FilmBox Pro csomag.
A szerződéshosszabbítás keretében 2019. február 14-től új tematikus csatornák is megjelentek a szolgáltató kínálatában. Bevezették a FilmBox Pro csomagot, amely a FilmBox Extra HD, a FilmBox Premium, a FilmBox Family és a FilmBox Plus mellett a GameToon, a FightBox és a DocuBox csatornákat is tartalmazza.
„Partnerkapcsolatunk a UPC Magyarországgal gyümölcsözőnek bizonyult, ezért közös megállapodással úgy döntöttünk, hogy folytatjuk az eddigi munkát. Örülünk, hogy a jövőben is izgalmas csatornákat és tartalmakat biztosíthatunk nézőink számára ezen a platformon” – nyilatkozta Fülöp Tamás, az SPI International regionális operatív igazgatója.
A csatorna hangja Földi Tamás, ahogy az összes FilmBox-csatornának is.

## Műsorok[3]
- Actionland
- CS:GO Gametoon Challange
- Epic Indie
- Esports
- Esports Balkan League
- Gamanoid World
- Gametoon Spotlight
- Stream Nation
- Zoomin 10up